# Ковалевка (Краснокутский район)
Ковалевка (укр. Ковалівка) — село, Рябоконевский сельский совет, Краснокутский район, Харьковская область, Украина.
Код КОАТУУ — 6323586205. Население по переписи 2001 года составляет 189 (74/115 м/ж) человек.

## Географическое положение
Село Ковалевка находится на берегу Ковалевского водохранилища, расположенного на реке Ковалевка. Выше по течению примыкает к селу Рандава, ниже по течению примыкает к селу Березовка.
К селу примыкает село Рябоконево. К селу примыкает лесной массив.

## История
- 1911 — дата основания.

## Достопримечательности
- Братская могила советских воинов и партизан. Похоронен 191 воин.
- Храм-часовня святых мучениц Веры, Надежды, Любови и матери их Софии[1]